# Katarzyna Niewiadoma
Katarzyna Niewiadoma   (Limanowa, 29 de setembre de 1994) és una ciclista polonesa professional des del 2014 i actualment membre de l'equip Canyon-SRAM Racing.
En el seu palmarès hi destaca el Tour de França 2024 i una Amstel Gold Race. També va ser campiona del món l'any 2023 en gravel.

## Palmarès en ruta
- 2013
  -  Campiona de Polònia en ruta sub-23
  -  Campiona de Polònia en contrarellotge sub-23
- 2014
  - 1a al Gran Premi de Gippingen
- 2015
  -  Campiona d'Europa sub-23 en Ruta
  - 1a a l'Emakumeen Euskal Bira
  - 1a a l'Open de Suède Vårgårda TTT
- 2016
  -  1a a la Classificació de joves de l'UCI Women's WorldTour
  -  Campiona d'Europa sub-23 en Ruta
  -  Campiona de Polònia en ruta
  -  Campiona de Polònia en contrarellotge
  - 1a a la Ronde van Gelderland
  - 1a al Gran Premi Elsy Jacobs i vencedora d'una etapa
  - 1a al Giro del Trentino-Alto Adige-Südtirol i vencedora d'una etapa
  - Vencedora de 2 etapes al Boels Ladies Tour
- 2017
  - 1a al The Women's Tour i vencedora d'una etapa
- 2018
  - 1a al Trofeu Alfredo Binda-Comune di Cittiglio
  - 1a al Tour de l'Ardecha i vencedora d'una etapa
- 2019
  - 1a a l'Amstel Gold Race
  - Vencedora d'una etapa a The Women's Tour
- 2024
  - 1a a la Fletxa Valona
  -  1a al Tour de França
- 2025
  -  Campiona de Polònia en ruta

### Resultats a les Grans Voltes

#### Giro d'Itàlia
- 2014: 11a posició
- 2015: 5a posició, vencedora de la classificació de joves
- 2016: 7a posició, vencedora de la classificació de joves
- 2017: 6a posició
- 2018: 7a posició
- 2019: 5a posició, portadora de la maglia rosa 4 jornades
- 2020: 2a posició

#### Tour de França
- 2022: 3a posició
- 2023: 3a posició,  vencedora de la classificació de la muntanya
- 2024: 1a posició,  vencedora de la classificació general i portadora 4 dies del mallot groc
- 2025: 3a posició

#### Volta a Espanya
- 2023: 10a posició
- 2024: no surt a la 6a etapa
- 2025: 11a posició

## Palmarès en gravel
- 2023
  -  Campiona del món en gravel